# 馬勒賴

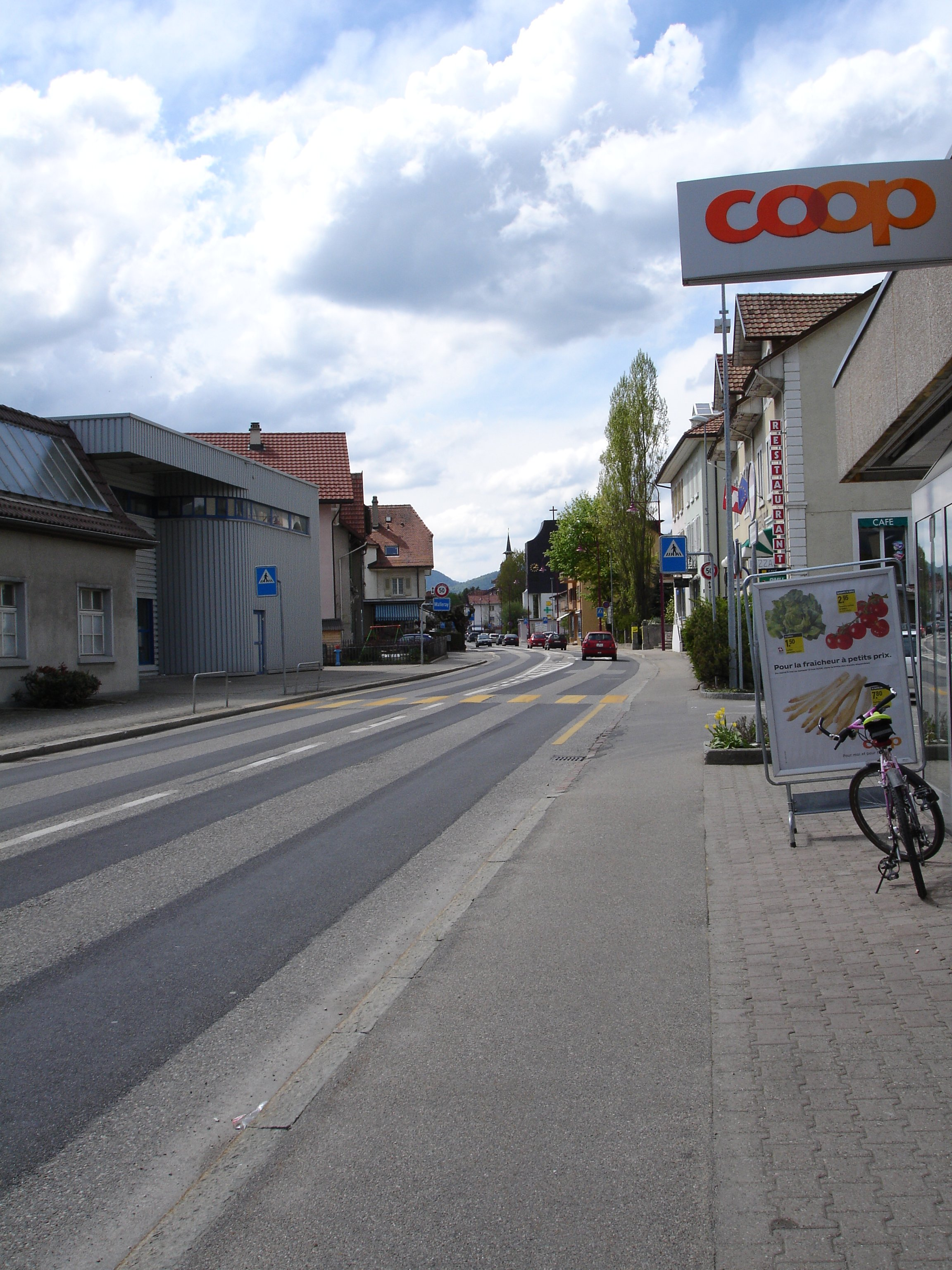

馬勒賴是瑞士的城鎮，位於該國中西部，由伯恩州負責管轄，面積10.26平方公里，海拔高度699米，2011年人口1,970，一半人口信奉基督教，人口密度每平方公里192人。

## 外部連結
- https://web.archive.org/web/20180804022218/http://malleray.ch/ （法文）